# ワリチョー
ワリチョーとは、かつて日本長期信用銀行（長銀、現：SBI新生銀行）が発行していた割引金融債（長期信用債券）である。

## 概要
名称は、旧長銀時代の名称・「割引長期信用債券」の略称の割長にちなむ。
2000年6月5日、長銀が新生銀行に商号を変更した後は、「長期信用銀行から転換した普通銀行で認可を受けたもの」として、「会社法の施行に伴う関係法律の整備等に関する法律200条1項により、なお従前の例によることとされる同法199条による改正前の金融機関の合併及び転換に関する法律24条1項により準用される同法17条の2第1項」を根拠規定として発行されていたが、2004年10月27日の後半債発売をもって発売が停止された。
個人の顧客の場合、償還後は、パワーフレックス普通預金に購入債券の金額が振替られた。